# Tage Thompson
Tage Nathaniel Thompson, född 30 oktober 1997, är en amerikansk-kanadensisk professionell ishockeyforward som spelar för Buffalo Sabres i NHL.
Han har tidigare spelat för St. Louis Blues i NHL; San Antonio Rampage och Chicago Wolves i AHL; Connecticut Huskies i NCAA samt Team USA i USHL.

## Klubblagskarriär

### NHL

#### St. Louis Blues
Thompson draftades i första rundan i 2016 års draft av St. Louis Blues som 26:e spelare totalt.

#### Buffalo Sabres
Den 1 juli 2018 blev han tradad till Buffalo Sabres tillsammans med Patrik Berglund, Vladimir Sobotka, ett draftval i första rundan 2019 och ett draftval i andra rundan 2021, i utbyte mot Ryan O'Reilly.

## Statistik
| 2010–2011   | Alaska All Stars        |             | 12  | 23  | 29 | 52  | 6   | —  | — | — | — | — |
| 2011–2012   | Mid-Fairfield Rangers   | AYHL        | 14  | 12  | 13 | 25  | 19  | —  | — | — | — | — |
| 2012–2013   | Long Island Royals      | AYHL        | 14  | 12  | 13 | 25  | 19  | —  | — | — | — | — |
| 2013–2014   | P.A.L. Junior Islanders | USPHL       | 16  | 17  | 14 | 31  | 8   | —  | — | — | — | — |
| 2014–2015   | Team USA                | USHL        | 25  | 7   | 7  | 14  | 20  | —  | — | — | — | — |
|             | U.S. National U18 Team  |             | 64  | 12  | 14 | 26  | 32  | —  | — | — | — | — |
| 2015–2016   | Connecticut Huskies     | NCAA        | 36  | 14  | 18 | 32  | 12  | —  | — | — | — | — |
| 2016–2017   | Connecticut Huskies     | NCAA        | 34  | 19  | 13 | 32  | 24  | —  | — | — | — | — |
|             | Chicago Wolves          | AHL         | 16  | 1   | 1  | 2   | 2   | 10 | 2 | 1 | 3 | 4 |
| 2017–2018   | St. Louis Blues         | NHL         | 41  | 3   | 6  | 9   | 12  | —  | — | — | — | — |
|             | San Antonio Rampage     | AHL         | 30  | 8   | 10 | 18  | 4   | —  | — | — | — | — |
| 2018–2019   | Buffalo Sabres          | NHL         | 65  | 7   | 5  | 12  | 20  | —  | — | — | — | — |
|             | Rochester Americans     | AHL         | 8   | 6   | 3  | 9   | 4   | 3  | 2 | 0 | 2 | 2 |
| 2019–2020   | Buffalo Sabres          | NHL         | 1   | 0   | 0  | 0   | 0   | —  | — | — | — | — |
|             | Rochester Americans     | AHL         | 16  | 6   | 6  | 12  | 8   | —  | — | — | — | — |
| 2020–2021   | Buffalo Sabres          | NHL         | 38  | 8   | 6  | 14  | 17  | —  | — | — | — | — |
| 2021–2022   | Buffalo Sabres          | NHL         | 78  | 38  | 30 | 68  | 37  | —  | — | — | — | — |
| 2022–2023   | Buffalo Sabres          | NHL         | 78  | 47  | 47 | 94  | 39  | —  | — | — | — | — |
| NHL totalt  | NHL totalt              | NHL totalt  | 301 | 103 | 94 | 197 | 125 | —  | — | — | — | — |
| AHL totalt  | AHL totalt              | AHL totalt  | 70  | 21  | 20 | 41  | 18  | 13 | 4 | 1 | 5 | 6 |
| NCAA totalt | NCAA totalt             | NCAA totalt | 70  | 33  | 31 | 64  | 36  | —  | — | — | — | — |

### Internationellt
| Källa: Uppdaterad: 2023-01-31 | Källa: Uppdaterad: 2023-01-31 | Källa: Uppdaterad: 2023-01-31 |         | Utv = Utvisningsminuter | Utv = Utvisningsminuter | Utv = Utvisningsminuter | Utv = Utvisningsminuter | Utv = Utvisningsminuter |
| År                            | Lag                           | Mästerskap                    | Matcher | Mål                     | Assists                 | Poäng                   | Utv                     |                         |
| ----------------------------- | ----------------------------- | ----------------------------- | ------- | ----------------------- | ----------------------- | ----------------------- | ----------------------- | ----------------------- |
| 2015                          | USA                           | U18-VM                        | 7       | 0                       | 1                       | 1                       | 2                       |                         |
| 2017                          | USA                           | JVM                           | 7       | 1                       | 4                       | 5                       | 4                       |                         |
| 2018                          | USA                           | VM                            | 10      | 1                       | 2                       | 3                       | 16                      |                         |
| 2021                          | USA                           | VM                            | 8       | 1                       | 4                       | 5                       | 2                       |                         |
| Junior totalt                 | Junior totalt                 | Junior totalt                 | 14      | 1                       | 5                       | 6                       | 6                       |                         |
| Senior totalt                 | Senior totalt                 | Senior totalt                 | 18      | 2                       | 6                       | 8                       | 18                      |                         |

## Privatliv
Tage Thompson är son till Brent Thompson och bror till Tyce Thompson.